# Hutung Sähle
Das Naturschutzgebiet Hutung Sähle ist ein kleines Naturschutzgebiet, das auf der Gemarkung Retzow, einem Ortsteil der Stadt Lychen (Landkreis Uckermark, Brandenburg), liegt. Es umfasst ca. 44 ha und wurde 2002 vom Ministerium für Landwirtschaft, Umweltschutz und Raumordnung des Landes Brandenburg ausgewiesen.

## Lage
Das Naturschutzgebiet liegt direkt südlich der Ortslage Sähle, einem Gemeindeteil von Retzow. Es beginnt südlich der Straße, die von der L15 in Richtung Ortskern Sähle abbiegt, und zieht sich bis zur L15, die Lychen mit Fürstenberg/Havel verbindet. Die Westgrenze zieht sich vom südwestlichen Ortsausgang nach Süden zur L15, die östliche Grenze verläuft vom östlichen Ortsausgang nach Südosten zur L15. 
Es liegt in der Sanderlandschaft südwestlich vor dem sogenannten Uckermärkischen Endmoränenbogen, der von einem Teilgletscher des Pommern-Stadiums der Weichsel-Kaltzeit gebildet wurde. 
Das Naturschutzgebiet umfasst in der südlichen Hälfte ein nährstoffarmes Torfmoor mit moosreicher Moorvegetation mit wenigen Gehölzen, ein angrenzendes Feldgehölz und ein weiteres, kleineres Gehölz. Der größte Teil der Fläche wird von einem durch Schafhutung aus einer alten Ackerbrache entstandenen Sandtrockenrasen eingenommen.

## Schutzzweck
Nach der Verordnung über das Naturschutzgebiet „Hutung Sähle“ vom 20. Dezember 2002 ist der Zweck der Unterschutzstellung die Erhaltung, aber auch die weitere Entwicklung des Naturschutzgebietes:
- als Lebensraum von seltenen Pflanzenvergesellschaftungen in Übergangs- und Schwingrasenmooren, Moorgehölzen, Feucht-, Frisch- und Großseggenwiesen, Röhrichten und auf Schafschwingel-Trockenrasen
- als Lebensraum wild lebender Tierarten, insbesondere Großvogel-, Amphibien-, Reptilien- und Insektenarten sowie
- die Erhaltung der Lebensräume wild lebender, besonders geschützter Pflanzenarten wie Rundblättriger Sonnentau (Drosera rotundifolia), Sumpf-Schwertlilie (Iris pseudacorus), Strand-Grasnelke (Armeria maritima), Kammfarn (Dryopteris cristata) und Fieberklee (Menyanthes trifoliata), aber auch
- die Wiederherstellung eines naturnahen Wasserhaushalts und die Sicherung der Wasserspeicherfähigkeit des Kesselmoores und
- die Erhaltung der Eigenart und Vielfältigkeit des kleinräumig in nasse und trockene Biotope gegliederten Gebietes.

Darüber hinaus dient die Unterschutzstellung der Erhaltung und Entwicklung des Gebietes:
- als Teil des Europäischen Vogelschutzgebietes „Uckermärkische Seenlandschaft“. Beispielhaft sollen hier die Brut- und Nahrungsbiotope von Kranich (Grus grus), Ziegenmelker (Caprimulgus europaeus) und Heidelerche (Lullula arborea) genannt werden
- als Lebensraumtyp eines Birken-Kiefern-Moorwaldes
- als Lebensraum von Rotbauchunke (Bombina bombina) und Kammmolch (Triturus cristatus).

## Belege
- Verordnung über das Naturschutzgebiet „Hutung Sähle“ vom 20. Dezember 2002 (GVBl.II/03, Nr. 12, S. 247) auf www.bravors.brandenburg.de

## Weblink
- EUNIS European Environment Agency Fact Sheet Hutung Sähle

Koordinaten: 53° 12′ 32″ N, 13° 15′ 2″ O